# Dassault Falcon Jet
Dassault Falcon Jet is een Franse bouwer van privéjets. Het bedrijf is onderdeel van de Dassault-groep.

## Geschiedenis
Al in de jaren 1930 bouwde Dassault Aviation kleine propellervliegtuigen. In 1952 stelde Dassault de ontwikkeling van een jet voor aan Air France. Die laatste koos toen echter voor de Britse Vickers Viscount. Dassault bouwde toen al militaire straaljagers.
Begin jaren 1960 ontwikkelde het bedrijf alsnog een klein straalvliegtuig. Deze Dassault Mystère 20 maakte een eerste vlucht op 4 mei 1963. In 1965 kwam het toestel op de markt. Buiten Frankrijk werd de Mystère onder de naam Falcon verkocht. De eerste koper in de Verenigde Staten was Pan American World Airways in 1965. Deze plaatste een order voor 40 exemplaren en nam een optie op nog eens 120 toestellen. In 1966 kwam het toestel ook in gebruik bij de Franse luchtmacht. In 1967 werd ook een divisie opgericht voor het onderhoud van de verkochte vliegtuigen die nu Dassault Falcon Service heet.
Sinds 1963 werden meer dan 2700 Falcons gebouwd, verdeeld over 27 modellen. De toestellen worden in Frankrijk geproduceerd en in de VS afgewerkt en voorzien van een interieur. In augustus 2023 waren er nog 2100 in gebruik in 90 landen.

## Vliegtuigmodellen

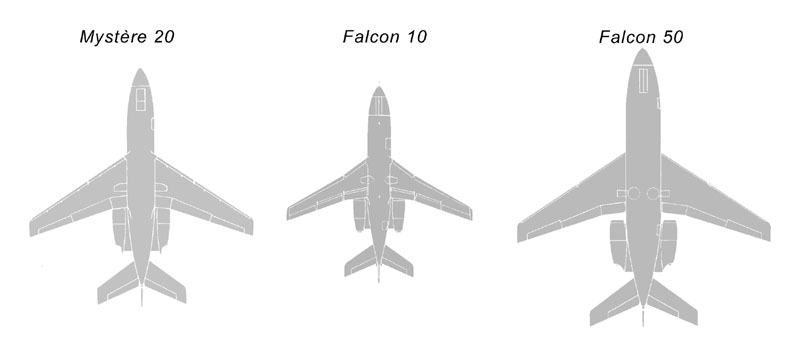
Vergelijking van de drie belangrijkste modellen.

- Dassault Mystère 20 (Falcon 20, 1963)
- Dassault Falcon 10 (1970)
- Dassault Falcon 50 (1976)
- Dassault Falcon 100 (1977)
- Dassault Falcon 200 (1980)
- Dassault Falcon 2000 (1993)
- Dassault Falcon 900EX (1995)
- Dassault Falcon 50EX (1996)
- Dassault Falcon 900C (1998)
- Dassault Falcon 2000EX (2001)
- Dassault Falcon 7X (2005)
- Dassault Falcon 900EX (2005)
- Dassault Falcon 2000EX (2007)
- Dassault Falcon 2000S (2011)
- Dassault Falcon 2000LXS (2013)
- Dassault Falcon 8X (2016)
- Dassault Falcon 10X (2020)